# Contea di Guide
La contea di Guide (贵德县S, Guìdé XiànP) è una contea della Cina, situata nella provincia di Qinghai e amministrata dalla prefettura autonoma tibetana di Hainan.